# Férfi 100 méteres síkfutás a 2005. évi nyári európai ifjúsági olimpiai fesztiválon
A 2005. évi nyári európai ifjúsági olimpiai fesztiválon az atlétikai versenyszámokat Lignano Sabbiadoróban rendezték. A férfi 100 méteres síkfutás előfutamait és középfutamait július 04-én, a döntőt pedig július 05-én rendezték.

## Előfutamok
| H  | F | Név                   | Nemzet                | E     | Mj |
| -- | - | --------------------- | --------------------- | ----- | -- |
| 1  | 1 | Giovanni Codrington   | Hollandia             | 10.79 | Q  |
| 2  | 1 | Luis Wee              | Spanyolország         | 10.80 | q  |
| 3  | 2 | Reto Schenkel         | Svájc                 | 10.93 | Q  |
| 4  | 3 | Nigel Levine          | Egyesült Királyság    | 10.95 | Q  |
| 5  | 4 | Karlo Stipcevic       | Horvátország          | 10.98 | Q  |
| 6  | 4 | Julien Klisz          | Franciaország         | 11.01 | q  |
| 6  | 1 | Marco Coelho          | Portugália            | 11.01 | q  |
| 8  | 3 | Kujbus György         | Magyarország          | 11.05 | q  |
| 9  | 4 | Michal Horvath        | Ausztria              | 11.09 | q  |
| 10 | 2 | Philip Berntsen       | Norvégia              | 11.12 | q  |
| 11 | 3 | Wim Van Belle         | Belgium               | 11.18 | q  |
| 12 | 4 | Pavle Simovski        | Észak-Macedónia       | 11.26 | q  |
| 13 | 2 | Rocco Bolgan          | Olaszország           | 11.27 |    |
| 14 | 2 | Ondrej Lamer          | Csehország            | 11.28 |    |
| 15 | 2 | Joel Kuivaniemi       | Finnország            | 11.29 |    |
| 16 | 1 | Nikolas Skouroypathis | Ciprus                | 11.31 |    |
| 17 | 1 | Spartak Ljasenko      | Észtország            | 11.35 |    |
| 18 | 3 | Stanislav Stanishev   | Bulgária              | 11.39 |    |
| 19 | 3 | Stanko Árpád          | Szerbia és Montenegró | 11.51 |    |
| 19 | 4 | Yoann Bebon           | Luxemburg             | 11.51 |    |
| 21 | 3 | Luca Buscarini        | San Marino            | 11.84 |    |

## Középdöntő
Mindkét középdöntős csoport első 2 helyezettje (Q) illetve a további legjobb 2 időeredménnyel (q) rendelkező sportoló jutott tovább a döntőbe.
| H  | Csoport | Név                 | Nemzet             | E     | Mj  |
| -- | ------- | ------------------- | ------------------ | ----- | --- |
| 1  | 1       | Reto Schenkel       | Svájc              | 10.83 | Q   |
| 2  | 2       | Luis Wee            | Spanyolország      | 10.90 | Q   |
| 3  | 1       | Nigel Levine        | Egyesült Királyság | 10.94 | Q   |
| 4  | 2       | Giovanni Codrington | Hollandia          | 10.97 | Q   |
| 5  | 1       | Julien Klisz        | Franciaország      | 10.99 | q   |
| 6  | 2       | Karlo Stipcevic     | Horvátország       | 11.02 | q   |
| 7  | 2       | Michal Horvath      | Ausztria           | 11.07 |     |
| 8  | 2       | Kujbus György       | Magyarország       | 11.13 |     |
| 9  | 1       | Marco Coelho        | Portugália         | 11.16 |     |
| 10 | 1       | Wim Van Belle       | Belgium            | 11.28 |     |
| 11 | 2       | Pavle Simovski      | Észak-Macedónia    | 11.35 |     |
| -  | 1       | Philip Berntsen     | Norvégia           | -     | DNS |

## Döntő
| A döntő | A döntő             | A döntő            | A döntő | A döntő |
| H       | Név                 | Nemzet             | E       | Mj      |
| ------- | ------------------- | ------------------ | ------- | ------- |
| Arany   | Luis Wee            | Spanyolország      | 10.68   |         |
| Ezüst   | Giovanni Codrington | Hollandia          | 10.71   |         |
| Bronz   | Julien Klisz        | Franciaország      | 10.78   |         |
| 4       | Reto Schenkel       | Svájc              | 10.80   |         |
| 5       | Karlo Stipcevic     | Horvátország       | 10.84   |         |
| 6       | Nigel Levine        | Egyesült Királyság | 10.88   |         |
| B döntő |                     |                    |         |         |
| H       | Név                 | Nemzet             | E       | Mj      |
| 1       | Michal Horvath      | Ausztria           | 10.91   |         |
| 2       | Kujbus György       | Magyarország       | 11.04   |         |
| 3       | Wim Van Belle       | Belgium            | 11.18   |         |
| 4       | Pavle Simovski      | Észak-Macedónia    | 11.24   |         |
| -       | Marco Coelho        | Portugália         | -       | DNS     |